# Драчёв, Владимир Петрович
Влади́мир Петро́вич Драчёв (род. 7 марта 1966, Петрозаводск) — советский, российский и белорусский биатлонист. Политический деятель, депутат Государственной Думы VII созыва, член фракции «Единая Россия», член комитета по экологии и охране окружающей среды, председатель региональной общественной организации «Карельское землячество в Москве». Президент Союза биатлонистов России (2018—2020).

## Спортивная карьера
Воспитанник Центральной специализированной детско-юношеской школы олимпийского резерва по лыжным гонкам (первый тренер — П. Ф. Богданов, впоследствии занимался у В. А. Костенко). Начало занятий биатлоном — 1980 год.
Окончил Военный институт физической культуры в 1987 году.
Спортивные достижения:
- Участник семи чемпионатов мира. Четырёхкратный чемпион мира.
- Участник Олимпийских игр 1994 (серебряная медаль, эстафета), 1998 (бронзовая медаль, эстафета) и 2006 годов.
- Восьмикратный призёр чемпионатов мира:
  - Золотая медаль, спринт — 1996
  - Золотая медаль, эстафета — 1996
  - Золотая медаль, гонка преследования — 1998
  - Золотая медаль, эстафета — 2000
  - Серебряная медаль, индивидуальная гонка — 1996
  - Серебряная медаль, эстафета — 1999
  - Серебряная медаль, масс-старт — 1999
  - Бронзовая медаль, эстафета — 2003
- Обладатель Кубка мира в общем зачете в сезоне 1995/96. Победитель пятнадцати этапов Кубка мира, призёр ещё семнадцати.

До 2002 года проходил службу в рядах Вооруженных Сил России, уволился в звании подполковника.
После отказа руководства российской сборной и Национальной федерации включить его в состав сборной на Олимпиаду-2002 в Солт-Лейк-Сити стал всерьёз рассматривать поступающие предложения о переходе в другую команду. Давний товарищ Драчёва ещё по сборной СССР Александр Попов сделал от имени Беларуси предложение перейти в команду этой страны, которое Владимир и принял в 2002.
С 2006 года прекратил выступления. 1 августа 2006 года в олимпийском спортивном комплексе «Раубичи» (Беларусь) состоялись его проводы из большого спорта вместе с другими известными мастерами биатлона: Еленой Зубриловой, Олегом Рыженковым и Вадимом Сашуриным. Работал тренером молодёжной сборной Беларуси по биатлону.
В сезоне 2010 году был приглашён в сборную команду России по биатлону в качестве консультанта. На этом посту вступал в конфликты с главным тренером сборной В. Барнашовым, давал откровенные интервью прессе о работе тренерского штаба, в результате чего был отстранён от занимаемой должности.

## Политическая и общественная деятельность
С марта 2013 года, по рекомендации губернатора Ленинградской области А. Ю. Дрозденко, назначен на должность заместителя главы администрации Всеволожского района.
18 декабря 2013 года Советом депутатов Всеволожского муниципального района Драчёв был назначен исполняющим обязанности главы администрации Всеволожского района.
В январе 2014 года вступил в партию «Единая Россия», был секретарём Всеволожского отделения партии. 23 октября 2014 решением Совета депутатов Всеволожского муниципального района был назначен главой администрации Всеволожского района.
18 сентября 2016 года избран депутатом Государственной Думы VII созыва от партии «Единая Россия» по Всеволожскому одномандатному избирательному округу № 111.
18 мая 2018 года Владимир Драчёв был избран президентом Союза биатлонистов России.
В марте 2019 года избран Председателем РОО «Карельское землячество в Москве».

## Скандал и отставка с поста президента СБР
В январе 2020 года в Союзе биатлонистов России разразился скандал: исполнительный директор СБР Сергей Голиков лишил Драчёва права подписи финансовых документов и пообещал представить правлению организации факты финансовых нарушений, допущенные Драчёвым. В свою очередь Владимир Драчёв обвинил исполнительного директора в желании внести раскол в организацию.
В апреле 2020 года информационные агентства «РИА Новости» и ТАСС обнародовали коллективное обращение к Драчёву с требованием его отставки. Под письмом подписались 24 человека, среди которых олимпийские чемпионы Ольга Медведцева, Владимир Аликин, Юрий Кашкаров, Дмитрий Васильев, Валерий Медведцев, Владимир Барнашов, Виктор Маматов, Анатолий Алябьев, Александр Тихонов, заслуженные тренеры РФ Александр Касперович, Геннадий Челюканов, Владимир Путров, Геннадий Раменский, Александр Привалов, Виктор Юрлов, руководители и тренеры региональных федераций биатлона.
Основными претензиями к Драчёву стали невыполнение им своих обещаний, данных им перед выборами по пост президента СБР, неудачная кадровая политика, отсутствие спонсоров, неумение строить работу с Олимпийским комитетом России. Так же Драчёву предъявили претензии в растрате средств СБР, исполнительный директор Сергей Голиков заявил, что Драчёв  потратил полтора миллиона рублей оплачивая услуги водителя для своей жены. В вину Драчёву ставят невыполнение обещаний по привлечению спонсоров, вместо обещанных 160 миллионов рублей, ему удалось привлечь 5 миллионов рублей на финансирование СБР.
В ответ на обвинения Драчёв сказал, что письмо подписали всего шесть человек, а само обращение похоже на первоапрельскую шутку. На обвинения в растрате Драчёв заявил, что его жене водитель не нужен, так как у неё есть свой автомобиль, а обвинившего его в растрате Голикова назвал «алкоголиком».
2 июня 2020 года на официальном сайте СБР было опубликовано заявление членов правления СБР, в котором содержались претензии к Драчёву. В частности, ему вменяли нанесение СБР экономического и репутационного ущерба, неисполнение своих обязанностей, раздачу популистских обещаний, которые не выполнялись, и другое.
Позднее в тот же день заявление было удалено с сайта СБР. Пресс-служба Союза биатлонистов России объяснила его появление технической ошибкой.
10 июля 2020 года подал в отставку с поста президента СБР. 11 июля новым президентом организации избран Виктор Майгуров.

## Законотворческая деятельность
С 2016 по 2019 год, в течение исполнения полномочий депутата Государственной Думы VII созыва, выступил соавтором 5 законодательных инициатив и поправок к проектам федеральных законов.

## Награды
- Медаль ордена «За заслуги перед Отечеством» I степени (1998)
- Медаль ордена «За заслуги перед Отечеством» II степени (1994)
- Заслуженный мастер спорта России
- Медаль НОК Беларуси «За выдающиеся заслуги» (2006)
- Заслуженный работник физической культуры Республики Карелия[18]